# Mratinjedam

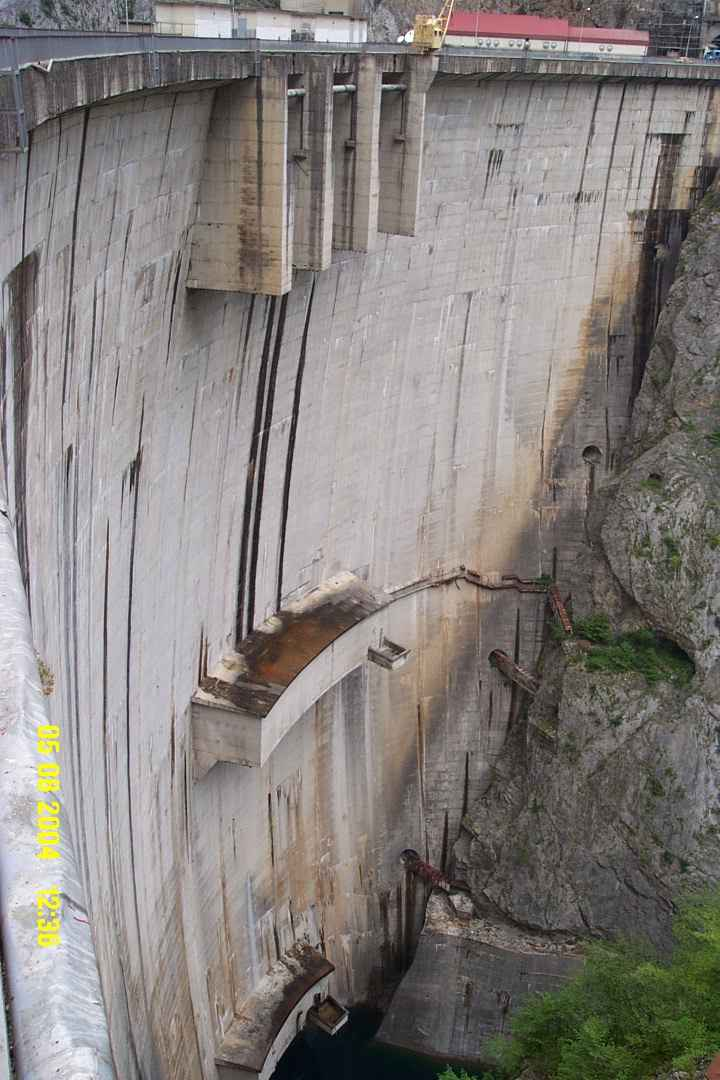
Mratinjedam

De Mratinjedam is een betonnen stuwdam in de canyon van de Piva in Montenegro.
De dam was afgewerkt in 1975. Door de bouw ontstond het Pivastuwmeer met een oppervlakte van 12,5 km².
Met een hoogte van 200 m is het een van de hoogste stuwdammen in Europa. De dam is 268 m lang en 4,5 m dik aan de top. Aan de basis is de dam slechts 30 m lang en 36 m dik. De fundering gaat 38 m diep de grond in. Er werd 820.000 m³ beton en 5 miljoen kg staal gebruikt voor de bouw.
De locatie van het 16e-eeuwse klooster van Piva zou onder water komen te staan na ingebruikname van de dam, daarom werd het klooster verplaatst naar hoger gelegen grond op ongeveer 3 km van de oorspronkelijke locatie.